# Акагава
Акагава (яп. 赤川 акагава) — река в Японии на острове Хонсю. Протекает по территории префектуры Ямагата.
Исток реки находится на хребте Асахи, под горой Ито-даке (以東岳, высотой 1771 м), на границе префектур Ямагата и Ниигата. Акагава протекает через озеро Отори-Ике и город Цуруока, где в неё впадает Бондзё (梵字川). Далее она протекает через широкую равнину Сёнай (庄内平野), где в неё впадает Утикава (内川). Недалеко от устья она объединяется с рекой Ояма (大山川) и впадает в Японское море у города Саката, в районе дюн Сёнай.
Длина реки составляет 70,4 км, на территории её бассейна (856,7 км²) проживает около 110 тыс. человек. Согласно японской классификации, Акагава является рекой первого класса.
Около 78 % бассейна реки занимает природная растительность, около 19 % — сельскохозяйственные земли, около 3 % застроено.
Уклон реки в верховьях составляет около 1/15-1/140, в среднем течении — 1/190-1/1000, в низовьях — 1/1100-1/2500. Среднегодовая норма осадков в верховьях реки составляет около 3000 мм в год, а в низовьях около 2000 мм в год.
В XX веке крупнейшие наводнения происходили в 1940, 1953 и 1971 годах. Во время наводнения 1953 года было полностью затоплено 1625 домов, в 1971 году — 1622 дома.